# Дюйм

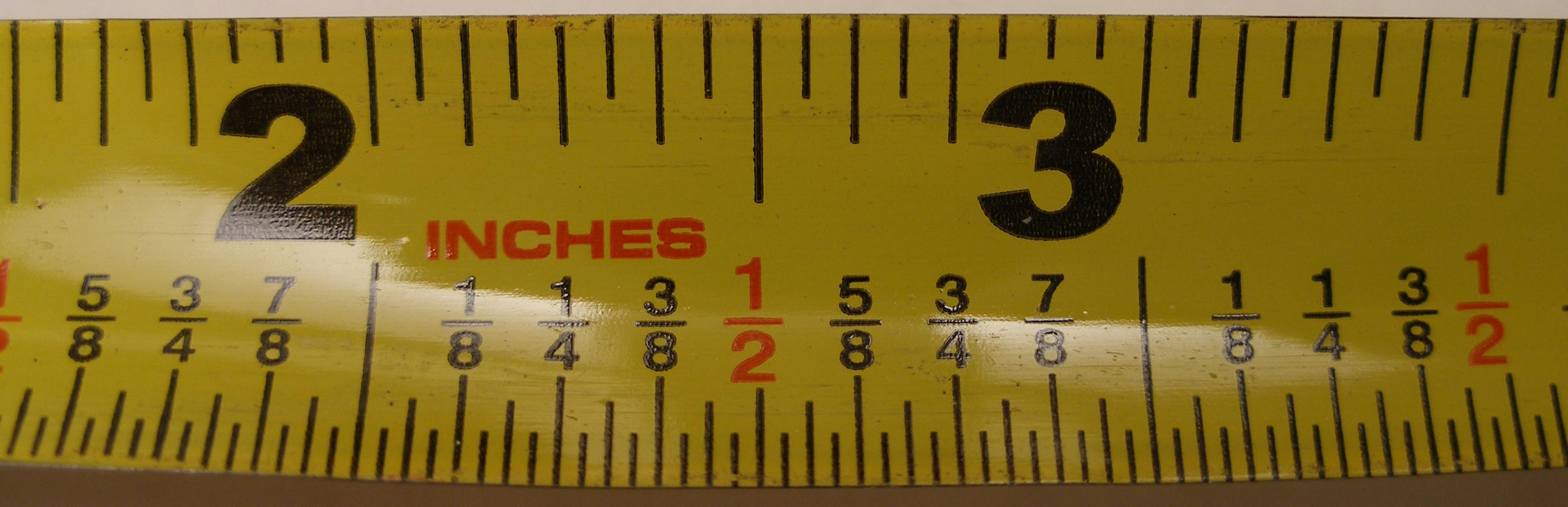
Рулетка в дюймах

Дюйм (русское обозначение: дюйм; международное: inch, in или ″ — двойной штрих; от нидерл. duim «большой палец») — неметрическая единица измерения расстояния и длины в некоторых системах мер.
В настоящее время под дюймом обычно подразумевают используемый в США английский дюйм (англ. inch), в точности равный 2,54 сантиметра (1⁄12 фута). Международная организация законодательной метрологии (МОЗМ) в своих рекомендациях относит дюйм к тем единицам измерения, «которые должны быть изъяты из обращения как можно скорее там, где они используются в настоящее время, и которые не должны вводиться, если они не используются».
В Российской Федерации дюйм допускается к применению в качестве внесистемной единицы без ограничения срока в промышленности (в основном для электроники, особенно для экранов дисплеев).

## История

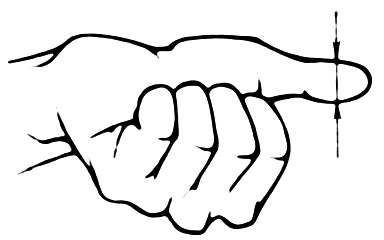
Примерный размер дюйма

Обычно считается, что дюйм изначально был определён как ширина большого пальца. Согласно другим легендам, дюйм был определён как 1⁄36 часть ярда, который, в свою очередь, был установлен как расстояние между кончиком носа и большим пальцем вытянутой вперёд руки у короля Англии Генриха I (есть версия и о том, что длиной в ярд был его меч). Ещё одно предание связывает определение дюйма («законный дюйм») с длиной трёх сухих ячменных зёрен, вынутых из средней части колоса и приставленных одно к другому своими концами, что было определено актом короля Эдуарда I. В английском быту и теперь употребляется мера «ячменное зерно» (англ. barleycorn), равное одной трети дюйма. Обычно дюймы обозначают целыми числами и обыкновенными дробями (со знаменателями 2, 4, 8, 16), а не десятичными дробями.
Исторически — ширина большого пальца руки взрослого мужчины. Обычно дюйм равен 1⁄12 или 1⁄10 («десятичный дюйм») фута соответствующей страны (в русской и английской системах мер 1 дюйм = 10 линий («большая линия»)). Слово «дюйм» введено в русский язык Петром I в самом начале XVIII века.
В России были наиболее известны английские дюймы (в том числе и под названием из языка-оригинала: инш (устар.), инч (устар., а также совр. жаргон) и французский дюйм; первый чаще применялся в науке и технике, второй — в типографике. По старой русской системе мер: 1 дюйм (равный английскому) = 10 линий = 100 точек = 4/7 вершка = 1⁄12 фута (равных английским) = 1⁄28 аршина = 1⁄84 сажени = 1⁄42 000 версты, однако в быту использовались преимущественно не футы и дюймы, а соразмерные им аршины (= 7⁄3 фута) и вершки (= 7⁄4 дюйма). Параллельно с определением русского дюйма через английский в начале XX века существовало (также узаконенное) соотношение дюйма с метрическими единицами длины: 1 дюйм = 25,39954 мм.
После перехода СССР на метрическую систему дюймы применялись ограниченно: в магистралях водоснабжения и газа дюймовое исчисление (с использованием целократных дюйму долей) осталось для диаметров и шага трубной резьбы (по ГОСТ 3262-75); неофициально выражались некоторые калибры артиллерии (наиболее известны «трёхдюймовки» — орудия калибра 76,2 мм), стрелкового оружия («трёхлинейки» — 7,62 мм), длина гвоздей, толщина досок и величина некоторых других предметов, хотя фактические значения размеров различных технических изделий довольно часто в дюймах (либо других единицах старой системы) выражались более круглыми числами, чем в метрической системе. В настоящее время дюймовая резьба 1/4″ и 3/8″ является мировым стандартом для крепления фото- и кинотехники, а также применяется в резьбах микрофонных держателей и стоек в шоу-технике.

## Использование
Дюйм — это обычно используемая стандартная единица измерения длины в Соединённых Штатах, Канаде, и Великобритании. Он также используется в Японии для электронных компонентов, особенно экранов. В большей части континентальной Европы дюйм также неофициально используется в качестве меры для экранов дисплея. В Соединенном Королевстве руководство по использованию государственного сектора гласит, что с 1 октября 1995 года без ограничения по времени дюйм (вместе со футом) должен использоваться в качестве основной единицы для дорожных знаков и связанных с ними измерений расстояния (с возможным исключением высоты и ширины зазора) и может далее использоваться как вторичная или дополнительная индикация после метрического измерения для других целей.

### Дюймы разных стран
Австро-Венгрия
Венский дюйм = 2,6340278 см.
Великобритания 
Английский дюйм, или имперский дюйм (англ. inch от лат. uncia — 1⁄12 часть) с 1958 года приравнивается точно к 2,54 см. Ранее пересчитывался в метрическую систему по-другому:
- 1819 — 1000000/393694 см ≈ 2,5400438 см;
- 1895 — 2,5399978 см;
- 1922 — 2,5399956 см;
- 1932 — 2,5399950 см;
- 1947 — 2,5399931 см.

В английской системе мер 1 дюйм = 12 линий = 72 точки = 1000 мил = 1⁄12 фута = 1⁄36 ярда .
Метрический дюйм равен точно 25 мм. 12 метрических дюймов равны метрическому футу. Метрические дюймы и футы применяются в торговле древесиной в Великобритании.
Германия
- Бавария: 2,43216 см или 2,918592 см («десятичный дюйм»);
- Баден: 3 см (1810);
- Пруссия: 2,61545 см (1755), 3,76625 см («десятичный дюйм», 1816);
- Рейнский союз: 2,61541 см;
- Саксония: 2,36 см.

Испания
1 pulgada = 2,32166 см.
Квебек
Использовался французский дюйм, но с 1985 года значение изменено: 2,707005 см.
Китай
1 цунь = 1⁄30 м ≈ 3,33333 см.
Мексика
1 pulgada = 2,3278 см.
Остзейские губернии
Наряду с рейнскими дюймами (см. выше, в разделе о Германии), применялись:
- курляндский дюйм ≈ 3,36 см;
- рижский дюйм ≈ 2,24 см;
- ревельский дюйм ≈ 2,6715 см.

Речь Посполитая, Польша, Великое Княжество Литовское
- старопольский или коронный дюйм (до 1819 года) ≈ 2,48 см;
- новопольский дюйм (1819—1849) = ровно 2,4 см;
- вроцлавский (бреславский, силезский) дюйм = 2,742 см;
- старый литовский дюйм ≈ 2,7076 см.

Рио-де-Ла-Плата
1 pulgada ≈ 2,547 см.
США

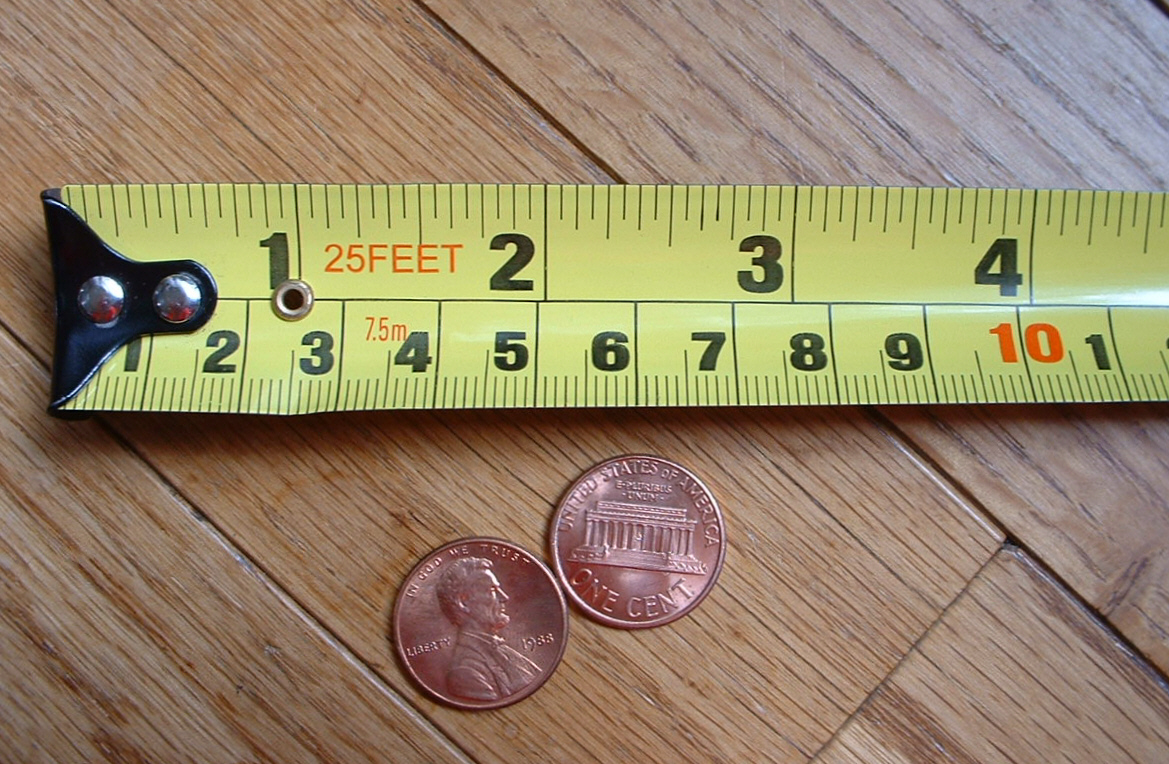
Современная рулетка в США (дюймы и сантиметры)

Как и в Великобритании, с 1958 года американский дюйм приравнивается к 2,54 см — для отличия от остальных эта единица называется международный дюйм. Ранее (с 1866 года) был равен 2,54000508 см (точнее, 10000/3937 см); иногда это старое значение используется и ныне под названием геодезический дюйм.
Калибр стрелкового оружия в США принято измерять в сотых долях дюйма (в Великобритании — традиционно в тысячных долях). Например, знаменитый 45-й калибр — это 0,45 дюйма (или 11,43 мм); 30-й — это 0,30 дюйма (или 7,62 мм); 50-й — это 0,50 дюйма (или 12,7 мм) и т. д.
Франция 
Французский дюйм (фр. pouce «большой палец»), известный также под названиями парижский дюйм и королевский дюйм, был равен 75 000⁄27 706 см, то есть приблизительно 2,706995 см. В старой парижской системе мер 1 дюйм = 12 линий = 144 точки = 1⁄12 фута = 72⁄3161 локтя = 1/72 туаза.
На делениях французского дюйма основаны единицы типометрической системы Дидо, принятой в русском типографском деле.
Япония
1 сун = 1⁄33 м ≈ 3,03 см

## В технике
В последние годы под влиянием американской техники и технической терминологии дюймы употребляются в русском языке существенно чаще. В частности, в них выражается размер различных компьютерных деталей, узлов и принадлежностей: дискет, дисков, экрана телевизоров, дисплеев (монитор) и т. п. В точках на дюйм (dpi) и линиях на дюйм (lpi) измеряется разрешающая способность различных устройств графического ввода-вывода. Диагональ экрана бытовых приёмников телевизионного вещания, во времена СССР измерявшаяся только в сантиметрах, теперь часто указывается в дюймах.
В электронике расстояния в 1/10″ и 1/20″ используются как стандартный шаг между выводами интегральных микросхем и оптоэлектроники в корпусах DIP и SOIC, а также как стандартный шаг в макетных платах для прототипирования.
Диаметр колёсных дисков автомобилей и мотоциклов, ободьев горных велосипедов и круизеров также традиционно измеряется в дюймах, в то время как размерность шин и параметры крепежа, а также ободья шоссейных, кроссовых и гибридных велосипедов — в метрической системе, хотя размер шин японских и американских внедорожников обычно указывается в дюймах, например, «31/10R15» означает, что внешний диаметр шины составляет 31″, ширина шины — 10″, автошина имеет радиальный кордом, наружный (посадочный) диаметр диска — 15″.
Также в дюймах измеряется диаметр громкоговорителей.
В современной типографике кроме французского применяется и английский дюйм, особенно в компьютерах: размеры шрифтов измеряются в пунктах, то есть 72-х долях дюйма.

### Диаметр труб
Традиционное обозначение диаметров металлических водо- и газопроводных труб в дюймах не выражает непосредственно ни наружного, ни внутреннего диаметров труб. Такое обозначение более близко к обозначению условного прохода трубопроводных элементов, который может выражаться как в англо-американской дюймовой, так и в метрической европейской системе (Nominal Pipe Size (англ.)). Не существует какой-либо формулы для перевода «трубных дюймов» в миллиметры или в «обычные» дюймы с целью узнать действительный наружный или внутренний диаметр трубы. Условный проход в метрической системе тоже слабо связан с геометрическим диаметром труб. Для однозначного сопоставления условного дюймового диаметра стандартному наружному диаметру трубы и диаметрам трубной резьбы необходимо пользоваться справочной литературой и нормативной документацией.
ГОСТ 3262-75 «Трубы стальные водогазопроводные. Технические условия» устанавливает технические условия на стальные трубы, применяемые для водопроводов и газопроводов, но он не нормирует и не обозначает диаметр труб в дюймах. При нарезке трубной резьбы необходимо руководствоваться ГОСТ 6357-81 «Основные нормы взаимозаменяемости. Резьба трубная цилиндрическая», который устанавливает основные размеры трубной цилиндрической резьбы в миллиметрах, но использует обозначение размера резьбы в дюймах. Таким образом, для установления соответствия между дюймовым размером трубы и её действительным геометрическим диаметром необходимо сопоставление данных, приведенных в этих двух стандартах.
К примеру, наружный диаметр трубы 1/2″ в соответствии с ГОСТ равен 21,3 мм, а трубы 5″ — 140,0 мм. При попытке вычислить пересчётный коэффициент обнаруживается, что «трубные дюймы» различны для разных диаметров труб и при этом больше стандартного значения дюйма в 25,4 мм.
| Обозначение размера резьбы по ГОСТ 6357 | Условный проход трубы по ГОСТ 3262 | Наружный диаметр наружной резьбы (трубы) по ГОСТ 6357, мм | Наружный диаметр трубы по ГОСТ 3262, мм |
| --------------------------------------- | ---------------------------------- | --------------------------------------------------------- | --------------------------------------- |
| ⅛                                       | 6                                  | 9,728                                                     | 10,2                                    |
| ¼                                       | 8                                  | 13,157                                                    | 13,5                                    |
| ⅜                                       | 10                                 | 16,662                                                    | 17,0                                    |
| ½                                       | 15                                 | 20,955                                                    | 21,3                                    |
| ¾                                       | 20                                 | 26,441                                                    | 26,8                                    |
| 1                                       | 25                                 | 33,249                                                    | 33,5                                    |
| 1¼                                      | 32                                 | 41,910                                                    | 42,3                                    |
| 1½                                      | 40                                 | 47,803                                                    | 48,0                                    |
| 2                                       | 50                                 | 59,614                                                    | 60,0                                    |
| 2½                                      | 65                                 | 75,184                                                    | 75,5                                    |
| 3                                       | 80                                 | 87,884                                                    | 88,5                                    |
| 3½                                      | 90                                 | 100,330                                                   | 101,3                                   |
| 4                                       | 100                                | 113,030                                                   | 114,0                                   |
| 5                                       | 125                                | 138,430                                                   | 140,0                                   |
| 6                                       | 150                                | 163,830                                                   | 165,0                                   |

Диаметры пластиковых труб как правило измеряются в миллиметрах.

## В картографии
Карты России XVIII — начала XX века имели масштаб в вёрстах в дюйме (или в английском дюйме). Масштаб дюймовых карт:
- 10 вёрст в дюйме (десятиверстовка, десятивёрстка) — 1:420 000, или в 1 см 4,2 км;
- 5 вёрст в дюйме (пятиверстовка, пятивёрстка) — 1:210 000, или в 1 см 2,1 км;
- 3 версты в дюйме (трёхверстовка, трёхвёрстка) — 1:126 000, или в 1 см 1,26 км;
- 2 версты в дюйме (двухверстовка, двухвёрстка) — 1:84 000, или в 1 см 0,84 км;
- 1 верста в дюйме (верстовка, вёрстка) — 1:42 000, или в 1 см 0,42 км.